# Terengganu Cycling Team/Saison 2015
Dieser Artikel listet Erfolge und Fahrer des Radsportteams Terengganu in der Saison 2015 auf.

## Erfolge in der UCI Asia Tour
| Datum        | Rennen                                    | Kat. | Sieger                        |
| ------------ | ----------------------------------------- | ---- | ----------------------------- |
| 3. Februar   | 3. Etappe Le Tour de Filipinas            | 2.2  | Mohd Harrif Saleh             |
| 22. Mai      | Malaysische Meisterschaft – Straßenrennen | CN   | Nur Amirul Fakhruddin Marzuki |
| 3. November  | 4. Etappe Tour of Borneo                  | 2.2  | Nur Amirul Fakhruddin Marzuki |
| 11. Dezember | 3. Etappe Jelajah Malaysia                | 2.2  | Anuar Manan                   |
| 13. Dezember | 5. Etappe Jelajah Malaysia                | 2.2  | Anuar Manan                   |

## Abgänge – Zugänge
| Zugänge                            | Team 2014                               | Abgänge                        | Team 2015                   |
| ---------------------------------- | --------------------------------------- | ------------------------------ | --------------------------- |
| Choon Huat Goh                     | OCBC Singapore Continental Cycling Team | Maarten de Jonge               | Bike Aid                    |
| Badrul Hakimi Hamid                |                                         | Murodjon Xolmurodov            | Beijing Innova Cycling Team |
| Nur Imran Norin                    |                                         | Mohammad Khairul Aziz Abdullah | Unbekannt                   |
| Muhammad Ameer Ahmad               |                                         | Mohd Fahmi Irfan Mohd Zailani  | Unbekannt                   |
| Mohd Azri Ahmad                    |                                         |                                |                             |
| Che Ku Mohammad Nazmi Che Ku Romli |                                         |                                |                             |

## Mannschaft
| Name                                | Geburtstag         | Nationalität |
| ----------------------------------- | ------------------ | ------------ |
| Mohd Azri Ahmad                     | 6. Oktober 1995    | Malaysia     |
| Muhammad Ameer Ahmad                | 5. Juni 1995       | Malaysia     |
| Muhammad Zulhilmie Afif Ahmad Zamri | 10. März 1992      | Malaysia     |
| Che Ku Mohammad Nazmi Che Ku Romli  | 14. Dezember 1994  | Malaysia     |
| Choon Huat Goh                      | 14. Dezember 1990  | Singapur     |
| Badrul Hakimi Hamid                 | ???                | Malaysia     |
| Anuar Manan                         | 11. Oktober 1986   | Malaysia     |
| Nur Amirul Fakhruddin Marzuki       | 24. Januar 1992    | Malaysia     |
| Mohd Shahrul Mat Amin               | 6. September 1989  | Malaysia     |
| Mohammad Saufi Mat Senan            | 10. Oktober 1990   | Malaysia     |
| Anwar Azis Muhd Shaiful             | 19. Juli 1986      | Malaysia     |
| Nur Imran Norin                     | 28. Februar 1994   | Malaysia     |
| Mohammed Adiq Husainie Othman       | 29. April 1991     | Malaysia     |
| Mohd Nor Umardi Rosdi               | 11. August 1986    | Malaysia     |
| Mohd Harrif Saleh                   | 15. September 1988 | Malaysia     |
| Mohd Zamri Saleh                    | 10. Dezember 1983  | Malaysia     |
| Yusrizal Usoff                      | 27. August 1990    | Malaysia     |